# 堀内幸枝
堀内 幸枝（ほりうち さちえ、1920年9月6日 - 2021年10月11日）は、日本の詩人。

## 略歴
山梨県東八代郡御代咲村（現笛吹市）生まれ。本姓・千葉。大妻専門学校卒。
22歳で甲府在住の千葉幸男と結婚するが、姑とあわず、3ヶ月で婚家を出て、夫を誘い東京に出て二人で生活する。
神保光太郎、深尾須磨子らの知遇を得て『四季』などに詩を発表する。詩誌『葡萄』発行人。中田喜直、田中隆司の作曲により歌曲となった作品も多数ある。
現代詩人会会員。101歳で死去。
夫の千葉幸男は、上野精養軒に勤め、社長、会長、のち相談役。

## 著書
- 『紫の時間 堀内幸枝詩集』ユリイカ 1954
- 『不思議な時計 堀内幸枝第二詩集』ユリイカ 1956
- 『村のアルバム』的場書房 1957 増補再版冬至書房 1970
- 『夕焼が落ちてこようと 詩集』昭森社 1964
- 『夢の人に 堀内幸枝詩集』無限 1975
- 『市之蔵村 随筆』文京書房 1985
- 『堀内幸枝詩集』(日本現代詩文庫 土曜美術社 1989
- 『村のたんぽぽ 詩集』三茶書房 1991
- 『九月の日差し』思潮社 1997
- 『堀内幸枝全詩集』沖積舎 2009

### 編纂
- 『田中冬二全集』全3巻 磯村英樹・深澤忠孝・畠中哲夫共編集・校訂 筑摩書房 1984-85